# Słowacka Biblioteka Narodowa
Słowacka Biblioteka Narodowa (słow. Slovenská národná knižnica) – biblioteka i muzeum znajdujące się w Martinie na Słowacji.

## Historia
Biblioteka znajduje się w Martinie i jest najstarszą biblioteką na Słowacji. Biblioteka pełni również funkcję muzeum i ma trzy oddziały muzealne. W XIX wieku Martin był stolicą odrodzenia narodowego Słowacji, co miało wpływ na powstanie zalążka obecnej biblioteki w obrębie Maticy slovenskiej (Macierz Słowacka), w której gromadzono m.in. rękopisy, aby dać przyszłym pokoleniom możliwość nauki języka słowackiego. Biblioteka licząca około 10 tys. woluminów powstała dzięki darowiznom osób prywatnych takich jak: Martin Hamuljak, Michal Rešetka i inni. Gdy w 1875 roku Matica została zlikwidowana zbiory pozostały w budynku w Martinie. Na początku XX wieku przeniesione je do Nitry i Państwowej Biblioteki Széchényiego w Budapeszcie. Powróciły na Słowację dopiero w latach 1940–1943.

## Budynek
Do 1975 roku biblioteka mieściła się w zachodnim skrzydle budynku Maticy slovenskiej, który powstał w latach 1924–1926. W 1963 roku podjęto decyzję o budowie nowego budynku dla  Maticy i biblioteki. Konkurs na projekt wygrali Dušan Kuzma i Anton Cimmerman. Budowę gmachu zaplanowano w dzielnicy uniwersyteckiej Hostihora. Rozpoczęto ją w 1964 i ukończono w 1975 roku. Czternastopiętrowy budynek ma 10 000 m². Do 2000 roku budynek był również siedzibą Maticy. Dopiero Ustawa o bibliotekach nr 183/2000 z 12 maja 2000 roku oddzieliła Słowacką Bibliotekę Narodową od Maticy, która przeniosła się do budynku z lat 1924–1926. 

## Zbiory
Zgodnie z ustawą z 1997 biblioteka ma prawo do egzemplarza obowiązkowego. Wydawcy mają obowiązek przekazać nieodpłatnie bibliotece dwa egzemplarze wszystkich druków, czasopism w ciągu dziesięciu dni od dnia rozpoczęcia sprzedaży wydawnictwa. Dodatkowo wydawcy mają obowiązek dostarczenia kopii wydawnictw elektronicznych i audiobooków.  W 2009 w zbiorach biblioteki znajdowało się 5 milionów woluminów, 1 360 000 rękopisów i zbiorów graficznych.  Biblioteka prowadzi digitalizację zbiorów. Przy ich udostępnianiu w internecie przyjęto zasadę, że zbiory do 1939 są dostępne za pośrednictwem strony, a po tej dacie na komputerach w czytelniach biblioteki i innych bibliotek współpracujących.

## Oddziały
- Słowackie Narodowe Muzeum Literatury[11]
- Słowiańskie Muzeum A. S. Puszkina, które powstało w 1979 roku i mieści się w zamku w Brodzanach[12]
- Biblioteka Apponyi w  Oponicach[13].